# Кочевники (трилогия)
«Кочевники» (каз. Көшпенділер) — роман-хроника известного казахского писателя Ильяса Есенберлина (1915—1983), удостоенная Госпремии[уточнить] Казахской ССР. Охватывает исторические события XV—XIX веков, происходившие на территории Казахстана. Трилогия состоит из частей «Заговорённый меч», «Отчаяние» и «Хан Кене».

## Сюжет
Трилогия «Кочевники» посвящена пятивековой истории Казахского ханства (XV—XIX века).
- «Заговорённый меч»[1] (XV—XVI века) описывает времена формирования Казахского ханства. Когда Абулхайыр[2], Жанибек[3] и Керей[4] начинают борьбу за трон; когда у казахов вызревает идея более тесного объединения жузов (родовых групп).
- «Отчаяние»[5] (ХVІІ — XVIII века) описывает борьбу казахского народа с захватчиками из других стран, а также перипетии перехода казахов в подданство Российской империи. В романе подробно описываются героические подвиги Абылай-хана[6] на пути к созданию независимого Казахского ханства[7] — и, в частности, победа казахского народа над джунгарскими[8] захватчиками, добытая Абылаем.
- «Хан Кене»[9] (ХVІІІ — XIX века). В центре повествования — последний хан трех жузов Кенесары Касымулы[10].

Как отмечал казахский филолог К. К. Аралбаев, 
во многих ситуациях исторические документы и материалы являются для писателя фоном. События же разворачиваются по-своему.

## Исторические личности
Все основные герои романа являются историческими, реальными личностями: от великих предводителей, начиная с Чингисхана, и заканчивая Кенесары Касымулы и малоизвестными батырами Великой Степи. Главные действующие лица:
- «Заговорённый меч» — Абулхайыр-хан, Жанибек и Керей, Касым-хан, Бурундук-хан, Асан Кайгы, Орак-батыр
- «Отчаяние» — Хакназар-хан, Тауекель хан, Есим хан, Абылай-хан, Богенбай-батыр, Кабанбай-батыр, Баян-батыр, Бухар-жырау, Абулхаир хан, Самеке хан, Галдан-Цэрэн.
- «Хан Кене»[12] — Кенесары Касымулы, Наурызбай Касымулы, Агыбай-батыр, Иман-батыр, Жанкожа Нурмухаммедулы, Жоламан Тленшиулы, Саржан Касымулы, Есенгельды Касымулы, Бопай Касымкызы, Иосиф Гербрут, Касым Абылайулы, Перовский, Генс, Николай I.

## Переводы
Трилогия переведена на многие[уточнить] языки. Предисловие к английскому изданию 1998 года («The Nomads») написал президент Нурсултан Назарбаев. В 2012 г. «Кочевники» были изданы на японском языке. В 2012 г. увидел свет немецкий перевод.

## Экранизация
По одной из книг трилогии в 2005 году в Казахстане был снят фильм «Кочевник».